# Obsjtina Tundzja
obsjtina Tundzja (bulgariska: Община Тунджа) är en kommun i Bulgarien.   Den ligger i regionen Jambol, i den centrala delen av landet, 260 km öster om huvudstaden Sofia. Antalet invånare är 25 906. Arean är 1 219 kvadratkilometer.
Terrängen i obsjtina Tundzja är platt västerut, men österut är den kuperad.
obsjtina Tundzja delas in i:
- Bezmer
- Botevo
- Bojadzjik
- General Tosjevo
- Goljam manastir
- Gălăbintsi
- Drazjevo
- Zavoj
- General Inzovo
- Kabile
- Kaltjevo
- Krumovo
- Kukorevo
- Malomir
- Mogila
- Ovtji kladenets
- Okop
- Pobeda
- Roza
- Skalitsa
- Tenevo
- Chadzjidimitrovo
- Chanovo
- Tjargan
- Boljarsko
- Karavelovo
- Kozarevo
- Meden kladenets
- Mezjda
- Miladinovtsi
- Simeonovo
- Tjelnik
- Konevets

Trakten runt obsjtina Tundzja består till största delen av jordbruksmark. Runt obsjtina Tundzja är det ganska glesbefolkat, med 24 invånare per kvadratkilometer.